# Loren Acton
Loren Wilber Acton (* 7. März 1936 in Lewistown, Montana, USA) ist US-amerikanischer Physiker. Er nahm als Nutzlastspezialist an einer Shuttle-Mission teil.

## Ausbildung
Acton wurde als Sohn eines Rinderzüchters als jüngstes von sechs Kindern geboren. Nach der High School beschäftigte er sich ab 1954 zwei Jahre an der Multnomah School of the Bible in Portland (Oregon) mit Theologie. Danach studierte er Ingenieurwissenschaften an der Montana State University in Bozeman. Nachdem er 1959 seinen Bachelor gemacht hatte, studierte er an der University of Colorado weiter. Sein Studienfach war Astrogeologie mit Schwerpunkt Physik der Sonne. Acton promovierte im Jahr 1965. Das Thema seiner Doktorarbeit war „X-Radiation of the Sun“ („Die Röntgenstrahlung der Sonne“).

## Forschungstätigkeit
Nach seinem Studium ging Acton 1964 nach Kalifornien. Am Lockheed Palo Alto Research Laboratory gehörte er dort knapp 30 Jahre zum wissenschaftlichen Stab. 1993 verließ er das Space Sciences Laboratory und nahm eine Forschungsprofessur an der Montana State University an. Bis heute ist er dort im Department of Physics tätig.
Daneben ist Acton seit 1964 als führender Wissenschaftler am Sonnenforschungsprogramm der NASA beteiligt (zwischen 1988 und 1991 gehörte er zum Space Science and Applications Advisory Committee der NASA). So hat er unter anderem Experimente für acht Höhenforschungsraketen beigesteuert und hat ein Röntgengerät (X-Ray Polychromator) für den Sonnenforschungssatelliten SMM (Solar Maximum Mission) entwickelt.

## Sein einziger Raumflug
Acton war Mitglied der Besatzung von STS-51-F. Es war die dritte Spacelab-Mission – erstmals wurde kein Modul, sondern ausschließlich Paletten eingesetzt – und wurde vom 29. Juli bis zum 6. August 1985 durchgeführt. Acton hatte zusammen mit Dr. Alan Title ein entscheidendes Experiment für die achttägige Spacelab-2-Mission entwickelt: das Solar Optical Universal Polarimeter (SOUP) zur Erforschung des Magnetfeldes der Sonne, das er während des Fluges betreute. Neben Acton gehörte Dr. John-David Francis Bartoe (Astrophysiker am US-Naval Research Laboratory) als Nutzlastspezialist der Besatzung an.

## Auszeichnungen
1989 wurde er zum Fellow der American Association for the Advancement of Science gewählt.

## Privates
Acton heiratete 1957 Evelyn Oldenburger, mit der er eine Tochter und einen Sohn hat.